# Guerra de Desgaste
A Guerra de Desgaste (em árabe: حرب الاستنزاف Harb al-Istinzāf, em hebraico: מלחמת ההתשה Milhemet haHatashah) foi uma guerra limitada, travada entre Israel e Egito de 1967 a 1970. Após a Guerra dos Seis Dias de 1967, Israel ofereceu trocar os territórios por paz mas em setembro de 1967, os estados árabes formularam a Resolução de Cartum, barrando a paz, o reconhecimento ou as negociações com Israel. O presidente egípcio Gamal Abdel Nasser, acreditava que somente uma iniciativa militar obrigaria Israel ou a comunidade internacional a forçar uma retirada Israelense completa da Península do Sinai, e as hostilidades logo recomeçaram ao longo do Canal de Suez. Estas, inicialmente, tomaram a forma de duelos de artilharia limitados e incursões de pequena escala no Sinai, mas em 1969 o Exército Egípcio estava preparado para maiores operações em escala. Em 8 de março de 1969, Nasser proclamou o lançamento oficial da Guerra de Desgaste, caracterizado por bombardeios em larga escala ao longo do Canal de Suez, extensiva guerra aérea e ataques de comandos. As hostilidades continuaram até agosto de 1970 e terminaram com um cessar-fogo, as fronteiras permanecendo as mesmas de quando a guerra começou, sem qualquer compromisso real para negociações sérias de paz.

## Frente egípcia
A vitória de Israel na Guerra dos Seis Dias deixou a totalidade da Península Egípcia do Sinai até a margem oriental do Canal de Suez sob ocupação israelense. O Egito estava determinado a recuperar o Sinai, e também procurou minimizar a gravidade de sua derrota. Confrontos esporádicos foram ocorrendo ao longo da linha de cessar-fogo, e barcos lança-mísseis egípcios afundaram o contratorpedeiro israelense INS Eilat, em 21 de outubro do mesmo ano.
O Egito começou a bombardear posições israelenses ao longo da Linha Bar-Lev, utilizando artilharia pesada, ataques de penetração profunda no Sinai, aeronaves MiG e várias outras formas de assistência Soviética, com a esperança de forçar o governo israelense já cansado de guerras a fazer concessões. Israel respondeu com bombardeios, incursões aéreas sobre posições militares egípcias, e ataques aéreos contra instalações estratégicas no Egito.